# Đại Tiên

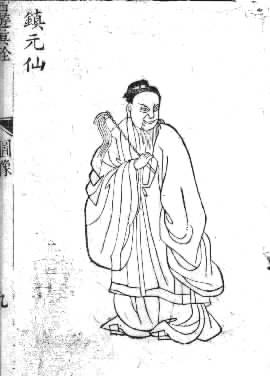
Trấn Nguyên đại tiên

Đại Tiên (chữ Hán: 大㒨) là một từ cổ dùng để chỉ những người hoặc muông thú và thực vật đã dày công tu luyện để thoát tục thành Tiên, không nằm trong Tam Giới, thậm chí họ còn bước ra khỏi vòng luân hồi sinh tử. Danh hiệu này đạt tới cảnh giới thượng thừa, cao nhất ở cõi Tiên, những vị Đại Tiên thường xuyên xuất hiện trong những câu chuyện và tiểu thuyết mang tính huyền huyễn, kỳ ảo, siêu thực, siêu nhiên hoặc chỉ đơn thuần là chứa đựng nhiều sự phóng đại, hoa mỹ hóa.

## Danh sách Đại Tiên
- Trung ương Hoàng cực Hoàng Giác đại tiên: một trong Ngũ lão của Đạo giáo Trung Hoa
- Ngọc chân quân Kim Đỉnh đại tiên: nhân vật trong Tây Du Ký, từng chờ đợi suốt 14 năm ở dưới chân Linh Sơn để đón thầy trò Đường Tăng đến thỉnh kinh
- Xích Cước đại tiên: nhân vật trong Tây Du Ký, từng bị Tôn Ngộ Không đánh lừa sang đền Thông Minh khi đang trên đường đến dự hội Bàn Đào.
- Trấn Nguyên đại tiên: sư tổ dòng địa tiên, nhân vật trong Tây Du Ký, ngụ tại am Ngũ Trang núi Vạn Thọ, sở hữu cây nhân sâm quý hiếm, linh vật của trời đất.
- Hổ Lực đại tiên: nhân vật trong Tây Du Ký, vốn là con Hổ đã tu luyện thành người, đại quốc sư ở Xa Trì quốc, có phép lạ nếu bị chặt đầu vẫn nối lại được.
- Lộc Lực đại tiên: nhân vật trong Tây Du Ký, vốn là con Nai đã tu luyện thành người, nhị quốc sư ở Xa Trì quốc, có tài mổ bụng moi gan vẫn sống như thường.
- Dương Lực đại tiên: nhân vật trong Tây Du Ký, vốn là con Dê đã tu luyện thành người, tam quốc sư ở Xa Trì quốc, có tài tắm trong vạc dầu sôi mà không hề hấn gì.
- Kim Quang đại tiên: nhân vật trong phim truyền hình Tân Tây Du Ký khởi quay năm 2008, chính là phiên bản của Bách Nhỡn ma quân nguyên tác, vốn là con rết thành tinh, sư huynh của 7 yêu tinh nhện. | Một phần của loạt bài về |
| Đạo giáo                 |
|                          |
| Học thuyết               |
| Nhân vật                 |
| Thần tiên                |
| Tông phái                |
| Điển tịch                |
| Động thiên phúc địa      |
| Khác                     |
| x t s                    |